# Nymphaea jacobsii
Nymphaea jacobsii är en näckrosväxtart. Nymphaea jacobsii ingår i släktet vita näckrosor, och familjen näckrosväxter.

## Underarter
Arten delas in i följande underarter:
- N. j. jacobsii
- N. j. toomba